# Timea secirm
Timea secirm is een gewone sponsensoort uit de familie van de Timeidae. De wetenschappelijke naam van de soort is voor het eerst geldig gepubliceerd in 2011 door Moraes.